# Edmund Herold
Edmund Herold (* 3. Mai 1901 in Untereisenheim; † 17. Januar 1972 ebenda) war katholischer Priester, Sachbuchautor und Heimatdichter. Herold wurde als „Bienenpfarrer“ und Verfasser mehrerer Standardwerke über die Imkerei bekannt.

## Leben und Wirken
Edmund Herold wurde am 3. Mai 1901 in Untereisenheim geboren, das zum unterfränkischen Bezirksamt Gerolzhofen gehörte. Im Jahr 1927 wurde Herold zum Priester geweiht und verließ in den folgenden Jahren Franken, um zwischen 1931 und 1946 in der Vorderpfalz als Priester zu arbeiten. Nach dem Zweiten Weltkrieg kehrte Herold nach Untereisenheim zurück. Hier bezog Herold ein Haus oberhalb des Altortes. Im sogenannten „Weißen Haus“ schrieb und arbeitete er. Noch heute erinnern dort Putten mit Bienenkörben an die Wirkungszeit des Pfarrers.
Im „Weißen Haus“ begann er, neben seiner Tätigkeit als Pfarrer, auch mit dem Verfassen von Gedichten in fränkischer Mundart. Daneben konnte er sein imkerisches Fachwissen nutzen, um mehrere Standardwerke über Bienenzucht und Imkerei zu schreiben. Herold wurde Schriftleiter der bayerischen Bienenzeitung „Der Imkerfreund“. In den 1950er Jahren bemühte sich Edmund Herold vor allem um die dem „Weißen Haus“ benachbarte Vogelsburg. Bis 1956 wurde hier auf Betrieben Herolds und der Inhaberfamilie Walter ein Kloster der Augustinusschwestern eingerichtet. Die Vogelsburg, die in vielen Gedichten Herolds erwähnt wird, entwickelte sich zum geistigen Zentrum der unterfränkischen Winzer. Edmund Herold starb am 17. Januar 1972 in Untereisenheim.

## Werke (Auswahl)
Herold veröffentlichte seine Gedichte zunächst im Selbstverlag. In den 1950er Jahren überwogen noch Gedichte in unterfränkischer Mundart. Später kamen auch Sachbücher zum Thema Imkerei hinzu, die bis heute Neuauflagen erleben. Herold war auch als Herausgeber des Imkerfreundes (IF) tätig. Seit 1954 erschien hier auch unter dem Titel Ein Wort an Dich eine regelmäßige Kolumne. Posthum wurden viele der Gedichte von Herold neu kompiliert und erschienen unter anderem auch als Audio-CD.
- 100 Jahre Kreisverband Imker Unterfranken. Festschrift. Würzburg 1953.
- mit August Lüdecke: Das Bienenjahr. München 1954.
- Die Waltgschicht und die Vouglsborg. Untereisenheim um 1955.
- Lach mit! Gedichte meist in unterfränkischer Mundart. Untereisenheim 1955. Neuauflage. Würzburg 1982.
- Solz und Pfaffer. Varschn in meefränkisch-thüringischn Dialakt derlahta, gsahna und ghörta Gschichtn in Strupfn, wia dara Leut der Schnobl gewachsn it. Gerolzhofen 1960.
- Geliebter Main. In: Fränkischer Hauskalender 1961. Würzburg 1961. S. 59–61.
- Johanneskreis der Imker. Untereisenheim um 1963.
- Der Bienen-Narr. Gedichte. Untereisenheim 1966.
- Heilwerte aus dem Bienenvolk. Die wichtigsten Bienenerzeugnisse und ihre Bedeutung für die Gesundheit. München 1970. Mehrere Auflagen. Überarbeitete Neuauflage. Bergisch Gladbach 1989.
- Dahem im Paradies: Fränkische Mundart zum Schmunzeln. Audio-CD. Maßbach 2011.
- mit Karl Weiß: Neue Imkerschule. Theoretisches und praktisches Grundwissen. München 1965. 9 Auflagen.